# Мтел
м:тел (также m:tel) — оператор телефонной связи (фиксированной и мобильной), работающий в Республике Сербской (энтитет Боснии и Герцеговины) с расположенным в Баня-Луке главным офисом. Компания основана в 1999 году как подразделение телекоммуникационной компании Телеком Српске под названием «Мобильная телефония Республики Сербской» (серб. Мобилна телефонија Републике Српске) или сокращённо «Мобис». С 2007 года владельцем компании m:tel является предприятие «Телеком Србија».

## История
В начале своего существования компания представляла свои услуги — например, GSM-связь в сети 066 (с 2001 года в сети 065) — только на территории Республики Сербской. Лицензию на предоставление услуг на всей территории Боснии и Герцеговины компания получила в 2001 году. До конца 1999 года насчитывалось 1704 postpaid-абонентов (услуга prepaid ещё не была введена). В 2000 году число prepaid-абонентов превысило 56 тысяч, с 2005 года численность абонентов составляет 0,5 млн.

## Услуги

### Мобильная связь
Оператор «м:тел» предоставляет postpaid-услуги в сфере мобильной телефонии для бизнеса в лице компании Total Group и prepaid-услуги в лице бренда FREND.

### Интернет
Оператор предоставляет следующие Интернет-услуги:
- Интернет 3G (сети третьего поколения)
- B2B-услуги, куда входят бесплатные звонки Freephone, уникальный номер, премиум-тарифы связи, возможность создания телефонных-конференций, выход в Интернет, IP/MPLS-услуги, подключение к VPN и пакет услуги Centrex.
- ADSL-подключение, обеспечивающее быстрый, надёжный и недорогой доступ в Интернет.

### Прочее
Интегрированные услуги м:тел (в том числе IP-телевидение) входят в пакет Open для бытовых потребителей.

## Руководство
Акции компании распределены следующим образом:
- 65,01%: Телеком Србија (Белград)
- 09,47%: PREF (Баня-Лука)
- 05,03%: Фонд по реституции РС (Баня-Лука)
- 04,92%: Zepter (Баня-Лука)
- 15,57%: прочие акционеры